# Нильгирийский голубь
Нильгирийский голубь (лат. Columba elphinstonii) — азиатский вид птиц семейства голубиных. Крупный голубь, обитающий во влажных лиственных лесах и горных лесах в Западных Гатах на юго-западе Индии. Они кормятся в основном плодами в пологе густых горных лесов. Их можно идентифицировать в полевых условиях благодаря большим размерам, темной окраске и характерному «шахматному» рисунку на затылке.

## Описание
Этот голубь выглядит темно-серым, а на задней части шеи выделяется черно-белое узорчатое пятно из белых перьев с острыми кончиками. Крылья каштановые. У самцов светло-серая макушка, а у самок более темная макушка и бледное горло. Самым сходным с ним видом является Ducula badia, но у этого вида более светлые подкрылки. Ноги и основание клюва красного цвета.
Вид эволюционно близок к обитающему на Шри-Ланке Columba torringtoniae и широко распространенному в Юго-Восточной Азии Columba pulchricollis. Вместе они образуют кладу, базальную для представителей рода Columba в Старом Свете. Вид назван в честь британского чиновника и историка, губернатора Бомбея Маунтстюарта Эльфинстона (1779—1859).

## Распределение
Вид в основном встречается вдоль Западных Гат и в горах Нилгири. Хотя он обитает в основном на холмах, его иногда можно увидеть на меньших высотах в пределах Западных Гат. Несколько реликтовых популяций существуют на холмах возвышенности полуострова Индостан, таких как холмы Билигириранган и холмы Нанди близ Бангалора.

## Поведение и экология
Нильгирийские голуби, как правило, встречаются поодиночке, парами или небольшими группами, питаясь почти исключительно на деревьях, но иногда они спускаются на землю, чтобы добыть упавшие плоды. Несмотря на то, что они питаются в основном фруктами, их рацион включает мелких улиток и других беспозвоночных. Сезон размножения — март-июль. Они строят хрупкую платформу из прутьев и откладывают одно белое яйцо, которое обычно видно из-под гнезда. Нильгирийские голуби питаются крупными плодами и могут играть важную роль в распространении семян многих лесных деревьев. Больше всего они любят плоды деревьев семейства Lauraceae. Наблюдали как они глотают почву, чтобы получить минеральные вещества или помочь своему пищеварению. Они кочуют по лесу в зависимости от сезона плодоношения своих любимых деревьев. Их призыв — громкий, похожий на крик лангура низкочастотный гул «ху», сопровождаемый серией частых «ху-ху-ху».